# Opuntia chisosensis
Opuntia chisosensis ist eine Pflanzenart in der Gattung der Opuntien (Opuntia) aus der Familie der Kakteengewächse (Cactaceae). Das Artepitheton chisosensis verweist auf das Vorkommen der Art in den Chisos Mountains. Ein englischer Trivialname ist „Texas Prickly Pear“.

## Beschreibung
Opuntia chisosensis wächst strauchig mit zahlreichen aufrechten Zweigen und bildet bis zu 1 Meter hohe Gruppen. Die mehr oder weniger kreisrunden, nur im oberen Drittel bedornten Triebabschnitte sind 16 bis 29 Zentimeter lang und 13 bis 22 Zentimeter breit. Die Glochiden sind gelb. Die ein bis fünf ausgebreiteten oder abwärts gebogenen Dornen sind leuchtend gelb und erreichen eine Länge von bis zu 6,5 Zentimeter.
Die hell gelblich-ockerlichen  Blüten weisen Durchmesser von bis zu 6,5 Zentimeter auf. Die rötlich purpurfarbenen bedornten Früchte sind verkehrt eiförmig bis kugelförmig und weisen eine Länge von 3 bis 4 Zentimeter auf.

## Verbreitung und Systematik
Opuntia chisosensis ist in den Vereinigten Staaten im Westen des Bundesstaates Texas in den Chisos Mountains sowie im mexikanischen Bundesstaat in der Sierra del Carmen verbreitet.
Die Erstbeschreibung als Opuntia lindheimeri var. chisosensis erfolgte 1959 durch Margery Stuart Anthony. David J. Ferguson erhob die Varietät 1986 in den Rang einer Art.

## Nachweise